# Echium pitardii
Echium pitardii là loài thực vật có hoa trong họ Mồ hôi. Loài này được A.Chev. mô tả khoa học đầu tiên năm 1935.